# Wojciech Nowak (reżyser)
Wojciech Nowak (ur. 14 lutego 1957 w Skarżysku-Kamiennej) − polski reżyser filmowy i teatralny, scenarzysta.

## Życiorys
W 1982 ukończył filologię polską na Uniwersytecie Jagiellońskim w Krakowie. W 1986 ukończył studia na Wydziale Reżyserii PWSFTviT w Łodzi.
W 1991 otrzymał nagrodę za reżyserię na Festiwalu Polskich Filmów Fabularnych w Gdyni za film Śmierć dziecioroba. W 2008 nagrodzony został Grand Prix za reżyserię na Krajowym Festiwalu Teatru Polskiego Radia i Teatru TV „Dwa Teatry” za spektakl Stygmatyczka.

## Filmografia

### Reżyser
- 1990: Śmierć dziecioroba
- 1990: Pożegnanie jesieni
- 1996: Babcia na jabłoni
- 1999: Krugerandy
- 2002-2010: Samo życie
- 2001, 2004-2009: Rodzina zastępcza
- 2008-2013: Ojciec Mateusz
- 2009: Siostry

### Scenarzysta
- 1990: Śmierć dziecioroba
- 1990: Pożegnanie jesieni
- 1999: Krugerandy
- 2000: Egoiści

### Aktor
- 1987: Ludożerca
- 1989: 300 mil do nieba
- 2002-2010: Samo życie jako Wojciech, pracownik redakcji gazety „Samo Życie”
- 2008: Rodzina zastępcza jako Duch (odcinek 280)